# Gernot Kaser
Gernot Kaser (* 10. Februar 1962 in Steyr) ist ein österreichischer Politiker (parteilos). Er war von 2022 bis 2024 Bürgermeister der deutschen Stadt Wedel.

## Leben
Kaser bestand 1981 in Oberösterreich die Matura und studierte hernach zunächst in Innsbruck, dann in Hamburg und Lübeck. In Lübeck schloss er das Studium im Fach Medizintechnik als Diplom-Ingenieur ab. Während seiner Studienzeit arbeitete Kaser im Beruf des Heilerzieherassistenten in der Stiftung Alsterdorf. Er war später beruflich zunächst bei Unternehmen (darunter Lufthansa, Dräger, Vamed, Diakonie) tätig, hatte dabei nach eigener Bewertung leitende Stellungen inne. 2006 zog er nach Wedel und arbeitete ebenfalls als Führungskraft für das ortsansässige Medizintechnikunternehmen Möller-Wedel GmbH, ehe er sich im Arbeitsfeld Personalberatung selbständig machte. Neben dem Beruf erlangte Kaser an der Nordakademie in Elmshorn einen weiteren Hochschulabschluss in den Bereichen Internationales Management, Vermarktung und Betriebswirtschaft.
Kaser war zwei Jahre Mitglied der FDP und trat aus der Partei im Jahre 2021 aus, um als parteiloser Kandidat an der Wahl zum Bürgermeister der Stadt Wedel im Jahr 2022 teilzunehmen. Seinen Wahlkampf stellte er unter den Leitspruch Frischer Wind und klare Kante für Wedel! Kaser brachte mit dem Satz „Man muss als Stadt nicht alles selbst machen“ die Privatisierung der Stadtwerke Wedel und des städtischen Freizeitbades zur Haushaltskonsolidierung ins Gespräch. Vor der Stichwahl sagte er über seine politischen Ansichten, „einen grünen Anteil“ in seiner Persönlichkeit zu haben und „auch einen politisch gesehen linken Anstrich“. In der ersten Wahlrunde kam Kaser auf 32,3 Prozent der Stimmen und unterlag damit dem Amtsinhaber Niels Schmidt noch, der auf 39,4 Prozent der Stimmen kam. In der Stichwahl erhielt er sodann 55,9 Prozent der Stimmen gegenüber 44,1 Prozent, die auf Amtsinhaber Niels Schmidt entfielen. Kaser kündigte nach dem Wahlsieg an, seine unternehmerischen Tätigkeiten einzustellen, am 1. Mai 2022 trat er das Bürgermeisteramt an.
Seine Amtsführung geriet frühzeitig in die Kritik; so musste er im April 2023 gegenüber der Kommunalaufsicht einräumen, dass er die Informationsrechte aller Ratsmitglieder nicht gleichermaßen berücksichtigt hatte. Nach gut einem Jahr stellte sich heraus, dass Kaser auch Probleme mit der Personalführung hat, die zu Kündigungen von leitenden Mitarbeitern und einem ernüchternden Ergebnis bei einer Umfrage des Personalrats führten. Danach beklagten 82 % der Beschäftigten eine deutlich verschlechterte Arbeitsatmosphäre, wofür 90 % der unmittelbar im Rathaus Arbeitenden explizit den Bürgermeister verantwortlich machen und was inzwischen regelmäßig auch die Kommunalpolitik beschäftigt. Nachdem die Kommunalaufsicht Ende Februar 2024 im Rahmen eines gemeldeten Vorfalls ein Ermittlungsverfahren über seine Amtsführung eingeleitet hat, hat der Stadtrat vier Wochen später mit 38:1 Stimmen die Einleitung eines förmlichen Abwahlverfahrens gegen Kaser beschlossen. Fast drei Viertel der Abstimmenden (über 72 %) sprachen sich Anfang Juni 2024 dafür aus, dass er aus dem Amt ausschied.
Kaser ist seit 2007 verheiratet und hat zwei Töchter.